# Taggsvansmus
Taggsvansmusen eller fjällsvansad ekorre (Zenkerella insignis) är en gnagare i familjen taggsvansekorrar (Anomaluridae) och den enda arten i sitt släkte.
Djuret förekommer i västra centrala Afrika. Utbredningsområdet sträcker sig antagligen över Kamerun, Centralafrikanska republiken, Ekvatorialguinea och Demokratiska republiken Kongo, även om den inte har hittats i alla nämnda regioner. Habitatet utgörs främst av låglänta regnskogar och liknande områden.
Arten når en kroppslängd mellan 18 och 23 cm och därtill kommer en cirka 16 cm lång yvig svans. På ovansidan har pälsen en färg i olika nyanser av grå, undersidan är ljusare och svansen vanligen mörkare. Vid bakfötternas vrist finns körtlar som är täckt av svarta hår men körtlarnas funktion är okänt. En uppmät individ vägde 460 g. Djuret har liksom andra taggsvansekorrar spetsiga fjäll på svansens undersida nära bålen. Svansen är mer yvig än hos andra familjemedlemmar.
Hittills har bara 14 exemplar påträffats och våra kunskaper om arten är därför bristfälliga. I motsats till andra taggsvansekorrar saknar den flygmembran, och de vistas troligen främst på marken eller klättrar i träd. Dessutom antas att individerna är aktiva på natten och att de lever ensamma. Upp till tre ungar per kull har konstaterats, men fortplantningssättet är okänt. Bröstavvänjande ungar matas med tuggad föda som bärs av föräldrarna i kindpåsarna.
När det gäller födan antas att taggsvansmusen livnär sig av samma kost som andra taggsvansekorrar.
Troligen hotas den liksom andra djur som lever i regnskogen av skogsavverkningar men IUCN listar taggsvansmusen som livskraftig (least concern).